# Accusa del sangue

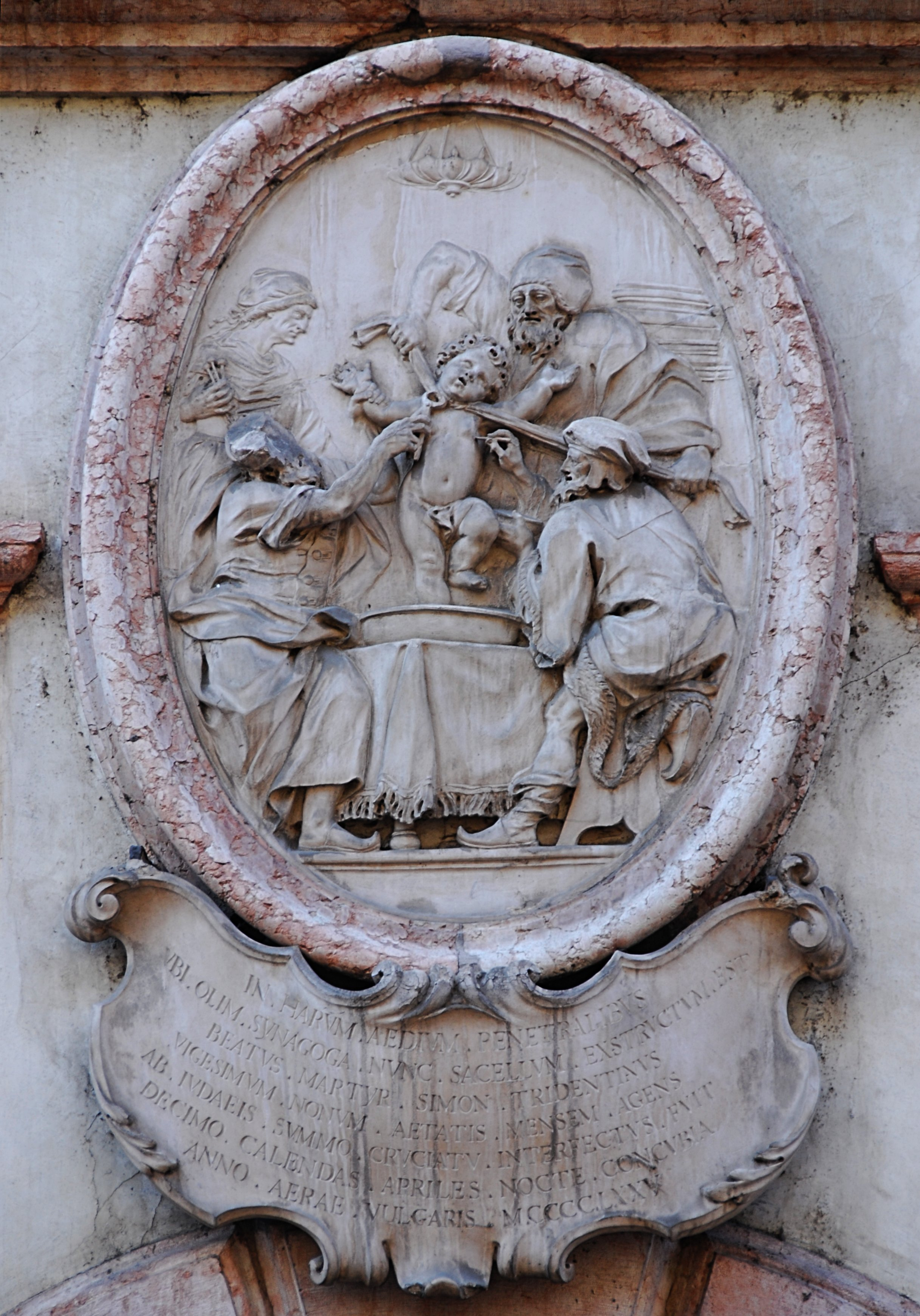
Nel 1475 la comunità ebraica di Trento fu perseguitata con l'accusa di aver ucciso Simonino in un omicidio rituale (rappresentato nel bassorilievo), un esempio di accusa del sangue.

L'accusa del sangue è un archetipo antisemita secondo il quale gli ebrei berrebbero sangue umano, in particolar modo di bambini, durante la Pesach per scopi magici o rituali; questa falsa accusa ebbe origine nel 1144 in Inghilterra e poi si diffuse durante il Medioevo ed in età moderna, causando processi e uccisione di ebrei; in epoca contemporanea venne ripresa nella Germania nazista, in Polonia e nel mondo arabo-islamico e, successivamente, nelle ideologie complottiste. La diffusione della credenza contribuì, nel corso del XIX secolo, alla creazione e alla diffusione dello stereotipo calunnioso della pratica del sacrificio umano come caratteristica dell'ebraismo, cosa questa che divenne una componente organica della propaganda antisemita.

## Storia
L'omicidio rituale o sacrificio umano per riti religiosi risale all'antichità quando inizialmente venivano accusati i cristiani di versare sangue umano per i loro riti religiosi e, dal Medioevo fino al XX secolo, l'accusa fu invece indirizzata verso gli ebrei. È dimostrato storiograficamente che la cosiddetta "accusa del sangue" comparve con finalità antiebraica nel XII secolo in Inghilterra per poi diffondersi, con notevoli variazioni, in tutta Europa. L'accusa era incentrata sulla credenza che gli ebrei, durante i loro riti, in particolare durante la pasqua, uccidessero un bambino cristiano al fine di usarne il sangue per la preparazione del pane azzimo.
Il primo caso documentato si ebbe nella città di Norwich, in Inghilterra, quando la mattina di Pasqua del 1144 venne rinvenuto il cadavere di Guglielmo, un ragazzo presumibilmente morto per un'aggressione. Il corpo fu seppellito e, un mese dopo, durante un sinodo ecclesiastico locale, il padre di William accusò alcuni ebrei del posto di aver ucciso il figlio. Gli accusati vennero convocati davanti al vescovo Eboardo per discolparsi ma lo sceriffo di Norwich, per evitare disordini tra ebrei e cristiani, impedì agli ebrei di recarsi dal vescovo. Quattro anni dopo, un monaco benedettino, Thomas di Monmounth, arrivò a Norwich e, venuto a conoscenza della storia, se ne interessò fino a far divenire la vittima dell'omicidio irrisolto una sorta di martire cristiano, mettendo le basi per quella che sarebbe divenuta la calunnia dell'omicidio rituale commesso dagli ebrei a scopi religiosi. Compose anche un'opera agiografica della vittima, Vita et Miracula S. Wilelmi Norwicensis, scritta per alimentare la devozione verso il presunto santo locale, nella quale il monaco forniva una propria ricostruzione dei fatti secondo la quale William era stato condotto presso una casa di ebrei il 20 marzo 1144 dove era stato legato e torturato, trafitto con una corona di spine e infine ucciso con una ferita al fianco destro, con una modalità che ricordava il martirio di Gesù di Nazareth; il cadavere sarebbe poi stato lavato e infine abbandonato nella foresta dove era stato poi, effettivamente, ritrovato. A riprova della sua tesi, il monaco indicava un testimone, un certo Teobaldo, il quale, a suo dire, era un ebreo convertitosi al cristianesimo proprio grazie all'intercessione William il quale era ormai in paradiso; spinto dallo spirito di William, Teobaldo aveva deciso di raccontare la sua storia per rivelare la dinamica dei fatti e per avvisare il mondo di una vera e propria congiura ebraica contro l'intera umanità in quanto, sempre secondo la versione di Teobaldo, gli ebrei avevano la consuetudine di riunirsi annualmente a Narbona, in Francia, per organizzare i loro sacrifici umani ai danni dei cristiani e stabilire ogni anno una località ove eseguire l'omicidio; per il 1144 era stata scelta appunto Norwich.
Si ebbero poi altri casi simili: nel 1168, sempre in Inghilterra, a Gloucester, la comunità di ebrei locale venne accusata di aver rapito un bimbo di nome Harold e di averlo crocifisso il Venerdì santo; pochi anni dopo, nel 1171, un caso simile si ebbe anche in Francia, a Blois; nel 1182, gli ebrei vennero espulsi dalla Francia dal re Filippo II di Francia il quale era convinto che essi praticassero abitualmente l'infanticidio a scopo rituale; nel 1187 si ebbe un caso a Gerusalemme.
Nel XIII secolo, a Fulda, in Germania, alcuni ebrei furono accusati dell'omicidio di cinque bambini rapiti ai genitori mentre essi erano a messa durante il Natale del 1235; la folla inferocita uccise quasi tutta la comunità ebraica di Fulda; del caso si interessò l'imperatore Federico II di Svevia che istituì una commissione la quale si espresse negando la fondatezza delle accuse contro la comunità ebraica e i pochi ebrei sopravvissuti al linciaggio vennero quindi discolpati.
Sempre nel XIII secolo a Valréas, in Francia, vi era stata la persecuzione della comunità ebraica accusata di aver crocifisso una fanciulla sempre per scopi rituali; a seguito di questi eventi papa Innocenzo IV promulgò alcune bolle inviate ai vescovi di Francia e di Germania. In riferimento al caso di Valréas, il papa scrisse nel 1247 all'arcivescovo di Vienne per esigere la liberazione degli ebrei ancora detenuti e la fine delle persecuzioni; in una seconda bolla comunicò che non era possibile accusare gli ebrei «di far uso di sangue umano nel loro rito; e benché nell'Antico Testamento sia stato loro prescritto di non far uso di qualsivoglia sangue, e men che mai di sangue umano, tuttavia, presso Fulda e in parecchie altre località, molti ebrei sono stati uccisi sulla base di un sospetto di questo genere; con l'autorità della presente lettera, vogliamo assolutamente impedire che ciò si ripeta» e, nella bolla del 5 luglio 1247, ribadì che alcuni cristiani, nonostante «la Sacra Scrittura […] dica – non uccidere – e proibisca agli ebrei nella solennità pasquale qualsiasi omicidio, falsamente li accusano di comunicarsi nella stessa solennità con il cuore di un bambino assassinato, e si pretende che ciò sia prescritto dalle loro leggi, mentre è manifestamente il contrario. Se in un luogo viene trovato un cadavere, a loro viene con malizia imputato l'omicidio. Col pretesto di questa e altre simili favole vengono perseguitati, e, contrariamente ai privilegi benignamente loro accordati dalla Santa Sede apostolica, contro Dio e la giustizia, senza processo e senza regolare istruttoria, li spogliano di tutti i loro beni […]. Quindi, temendo il proprio sterminio, [gli Ebrei] stimarono di dover ricorrere alla prudenza della Sede Apostolica».
Durante il XV secolo un altro caso di infanticidio, quello di Simonino di Trento, ebbe sviluppi analoghi assumendo particolare clamore mediatico all'epoca; il cadavere del bambino era stato ritrovato la domenica di Pasqua del 1475 vicino a una casa abitata da ebrei di Trento; nel clima di diffuso antigiudaismo, aizzato dalle predicazioni del frate francescano Bernardino da Feltre, il principe vescovo Giovanni Hinderbach ipotizzò che il bimbo fosse stato vittima di un omicidio rituale perpetrato dalla locale comunità ebraica; l'intera comunità, quindici persone, venne quindi condannata a morte dopo aver loro estorto con la tortura una confessione; il culto di Simonino raggiunse una vasta diffusione anche grazie alla produzione di materiale agiografico e, solo nel 1965, venne ufficialmente abolito dalle autorità ecclesiastiche. Un caso con dinamiche e conseguenze simili, si ebbe qualche anno dopo, quando nel 1485 venne ritrovato il cadavere di un altro bambino, Lorenzino Sossio; anche in questo caso la popolazione ritenne il bambino vittima di un infanticidio rituale attribuito agli ebrei di Bassano e tale accusa portò all'espulsione degli ebrei da Vicenza e dal suo territorio, decretata dal doge Marco Barbarigo il 21 aprile 1486. Anche questo caso generò un diffuso culto popolare che venne abolito solo nel 1965 dal Concilio Vaticano II.
La Chiesa cattolica, che aveva beatificato Simonino di Trento (la cui definizione di "martire seviziato dagli Ebrei" era stata inizialmente contestata dalla sede papale, soprattutto per ragioni politiche, anche se nel 1588 il culto venne ufficialmente ammesso), dopo il Concilio Vaticano II ha tolto dal martirologio questa celebrazione, riconoscendone la forte natura antisemita e l'assenza di fondamento storico.
Nel XIX secolo ci fu il caso di Tommaso da Calangianus, un religioso che venne trovato ucciso a Damasco nel 1840 insieme al suo collaboratore Ibrahim Amarath; anche in questo caso il delitto venne ritenuto dai cristiani del luogo un omicidio rituale commesso dagli ebrei e alcuni di essi vennero arrestati e sottoposti a un lungo processo che suscitò l'attenzione della stampa estera; dei sedici arrestati, due morirono in carcere per i maltrattamenti, quattro vennero graziati perché si dichiararono musulmani e i restanti condannati a morte. Vi furono però proteste internazionali per il modo in cui il processo venne condotto e per le condanne ritenute ingiuste e, alla fine, i condannati vennero dapprima graziati e poi assolti dalle accuse.
Un altro esempio dell'uso dell'accusa del sangue per scopi politici e sociali è accaduto nella Seconda Repubblica di Polonia, in cui l'associazione studentesca polacca nella facoltà di medicina chiese di non permettere agli studenti di religione ebraica di partecipare alle lezioni di anatomia in cui venivano esaminati cadaveri di cristiani. L'accusa è stata usata nel corso della storia, fino a tempi recenti (vedi il pogrom di Kielce del 1946), per sfruttare l'emozione popolare e i sentimenti antisemiti, sostenendo in diverse occasioni che bambini cristiani venivano rapiti e uccisi per poterne usare il sangue. In seguito a queste accuse era frequente il verificarsi di pogrom, con linciaggi e stermini di ebrei, o di processi. L'ultimo processo basato sull'accusa del sangue fu celebrato a Kiev nel 1913 contro Menahem Mendel Beilis.

## Libri sull'argomento
L'argomento è stato più recentemente ripreso per la pubblicazione del libro Pasque di sangue del figlio dell'ex-Rabbino Capo di Roma, Ariel Toaff (docente dell'Università Bar-Ilan). L'autore dopo le polemiche suscitate e le numerose recensioni negative in ambito accademico, decise il ritiro dal commercio del libro poi ripubblicato con una seconda edizione nel 2008, rivisto, corretto e ampliato. Il libro intendeva trattare l'argomento con metodo storico e analitico e non ascriveva genericamente al mondo giudaico la pratica dell'omicidio rituale, ma esclusivamente a ebrei aschenaziti, vissuti tra l'Italia settentrionale e la Germania meridionale. Numerosi sono gli storici e gli esperti, fra questi Massimo Introvigne, Diego Quaglioni, Adriano Prosperi che hanno duramente contestato il metodo e le conclusioni di Toaff rilevando come il contenuto del libro non abbia portato alcuna prova che leghi gli omicidi rituali a componenti del mondo ebraico. Lo stesso Ariel Toaff nel suo libro parla apertamente di "ipotesi".

## Contesto religioso
Nell'ebraismo tradizionale (ogni corrente ortodossa attuale) il sangue (e la vita) hanno un valore talmente alto e sacro da non poter essere tolti né consumati in nessuna circostanza e per nessuna ragione. La Casherut (insieme di regole alimentari ebraiche, basato su numerosi passi della Torah) prescrive che quando si macella un animale questo debba essere dissanguato completamente (shechitah) e che il sangue venga coperto con sabbia e segatura; le regole che riguardano la purezza della coppia impongono inoltre che la donna durante il suo ciclo dorma separata dal marito per evitare il contatto con il sangue. Ciò non esclude l'utilizzo di sangue animale per scopi rituali. Il Talmud (a partire dalla Mishnah che ne rappresenta il nucleo più importante) contiene norme ed esempi che vietano il contatto con il sangue umano in modo categorico.